# Ehreshovener Stausee

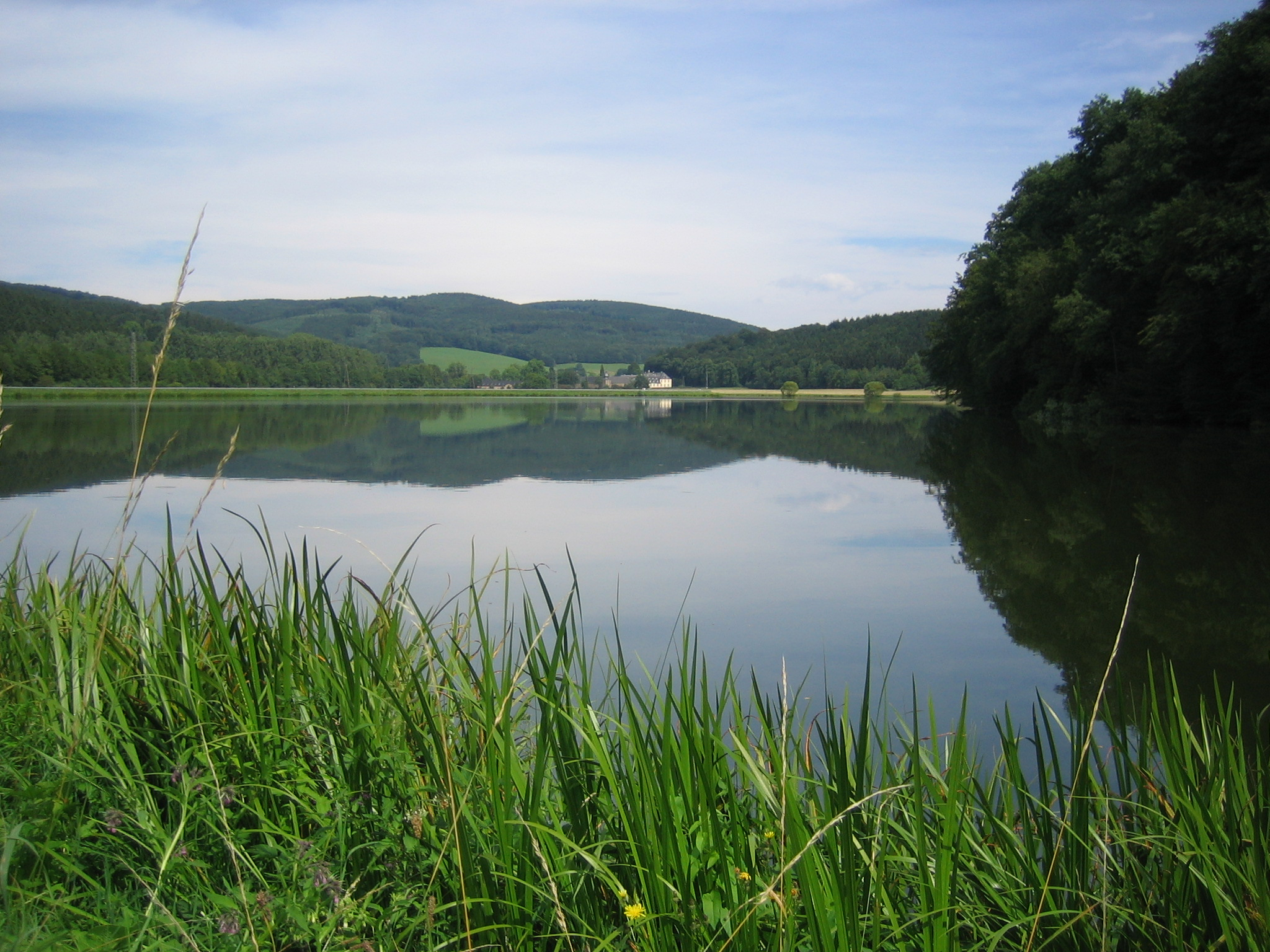
Stausee Ehreshoven

Der Stausee Ehreshoven liegt im Aggertal zwischen Ehreshoven und Vilkerath im Bergischen Land. Er wurde 1932 in Betrieb genommen. Der Stausee ist mit knapp 100 Metern Höhe über Null der tiefste Punkt im Oberbergischen Kreis. Er fasst 0,324 hm³ und speist ein Wasserkraftwerk.